# Gilberto Simoni

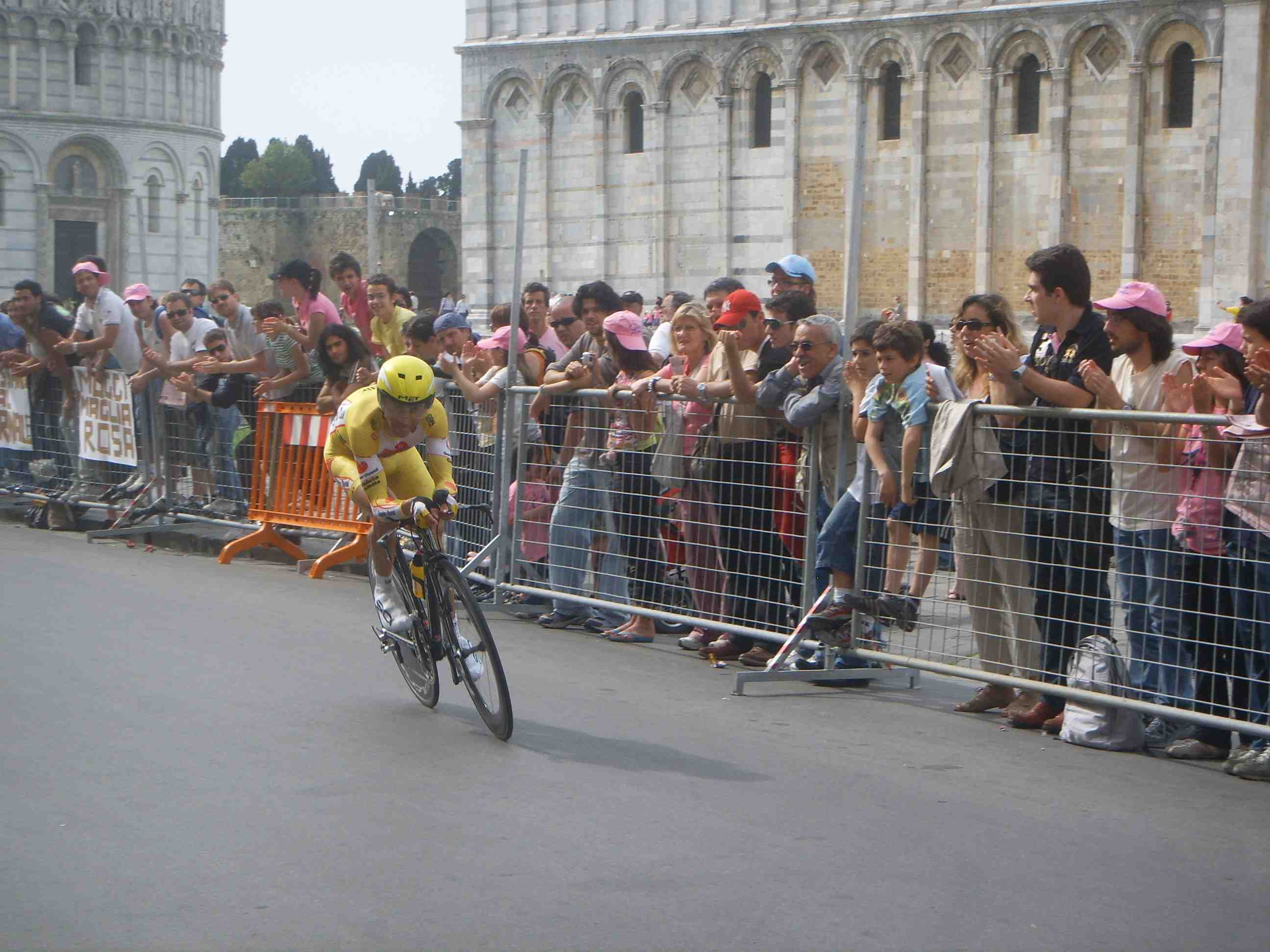
Gilberto Simoni

Gilberto Simoni (25 de agosto de 1971, Palù di Giovo) é um ciclista profissional italiano.